# 게데온 부르크하르트

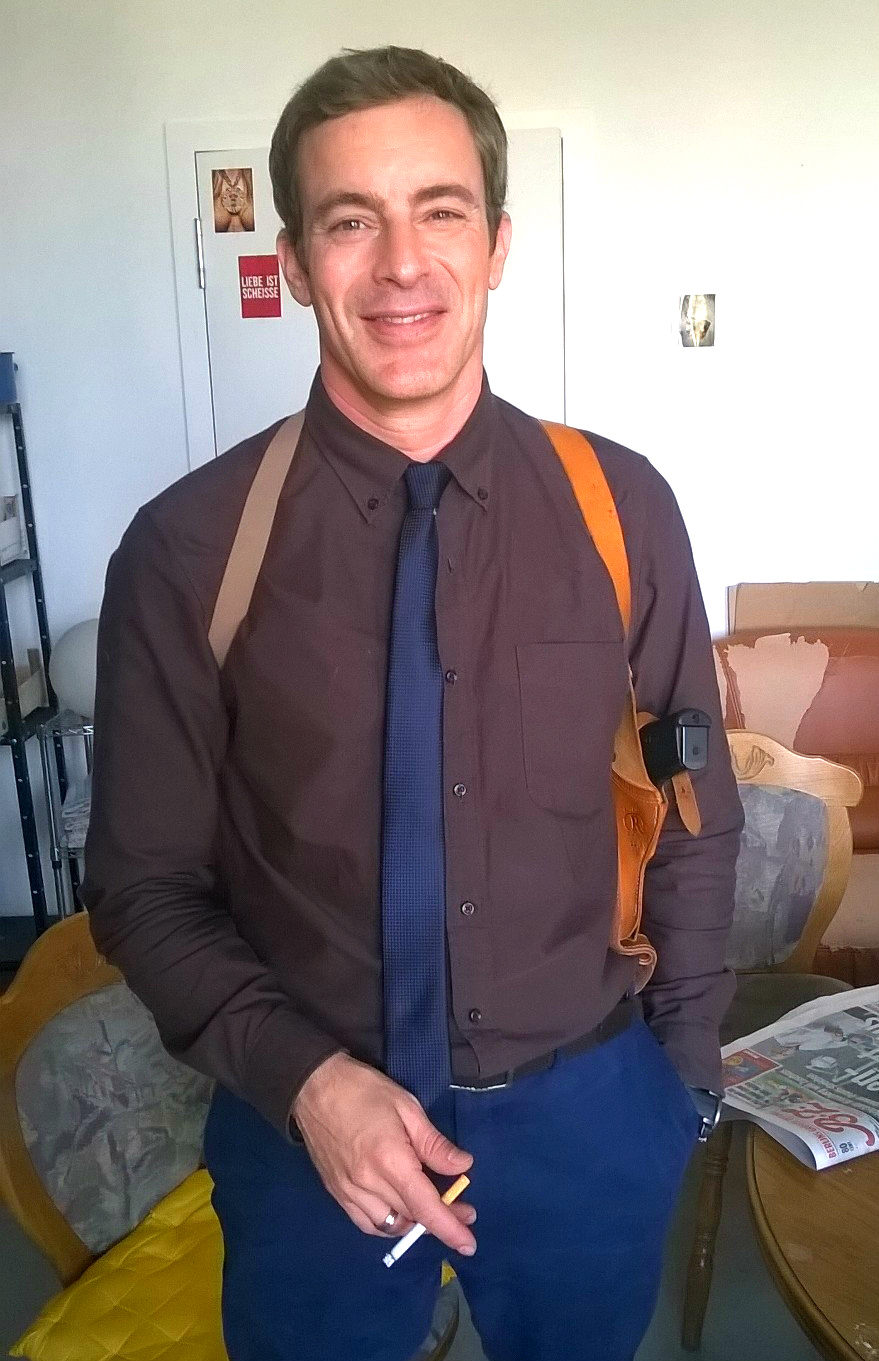

게데온 부르크하르트(독일어: Gedeon Burkhard, 1969년 7월 3일 ~ )는 독일의 배우이다. 뮌헨에서 태어났다. 쿠엔틴 타란티노 감독의 영화 《바스터즈: 거친 녀석들》에서 비키 상병 역으로 출연했다.

## 영화
- 플랜B: 뜨거운 녀석들 (2016년) - 슐츠 역
- 리다 바로바 (2016년)
- 티타늄 화이트 (2016년)
- 루드비히 2세 (2012년)
- 한나를 위한 소나타 (2011년) - 보리스 브로드스키 역
- 바스터즈: 거친 녀석들 (2009년) - 빌헬름 비키 상병 역
- 봄의 멜로디 (2008년)
- 죽음의 터널 (2005년)
- 파이어스톰 2 (2002년)
- 마젠타의 숲 (1997년)
- 시실리 마피아 (1984년)